# Lid (muzika)
Lid („pesma“) termin je u nemačkom narodnom jeziku koji opisuje postavljanje poezije na klasičnu muziku kako bi se stvorio komad višeglasne muzike. Termin se koristi za pesme s kraja četrnaestog ili ranog petnaestog veka, ili se čak odnosi na Minesang iz 12. i 13. veka. Kasnije se to posebno odnosilo na postavke romantičarske poezije tokom kasnog osamnaestog i devetnaestog veka, pa sve do početka dvadesetog veka. Primeri uključuju postavke Jozefa Hajdna, Volfganga Amadeusa Mocarta, Ludviga van Betovena, Franca Šuberta, Roberta Šumana, Johanesa Bramsa, Huga Volfa, Gustava Malera ili Riharda Štrausa. Međutim, među govornicima drugih jezika „lid“ se često koristi naizmenično sa „umetničkom pesmom“ da bi obuhvatila dela koja je tradicija inspirisala na drugim jezicima. Pesme napravljene u lidu često se usredsređuju na pastoralne teme ili teme romantične ljubavi.

## Primeri
Tipično, lidi se aranžiraju za jednog pevača i klavir, oni uz orkestarsku pratnju je kasniji razvoj. Neki od najpoznatijih primera lida su Franc Šubertovi Der Tod und das Mädchen („Smrt i devojka“), Gretchen am Spinnrade i Der Doppelgänger. Ponekad se lidi sastavlja u pesničkom ciklusu (nemački Liederzyklus ili Liederkreis), u nizu pesama (uglavnom tri ili više) povezanih jednim narativom ili temom, kao što su Šubertova Die schöne Müllerin i Winterreise, ili Šumanovi Frauen-Liebe und Leben i Dichterliebe. Šubert i Šuman su najuže povezani sa ovim žanrom, uglavnom razvijenim u doba romantizma.

## Istorija
Za govornike nemačkog jezika izraz „lied“ ima dugu istoriju, počev od pesama trubadura iz 12. veka (Minnesang) preko narodnih pesama (Volkslieder) i crkvenih pesama (Kirchenlieder) do pesama radnika dvadesetog veka (Arbeiterlieder) ili protestnih pesama (Kabarettlieder, Protestlieder).
Nemačka reč lied za „pesma“ (srodna engleskom dijalekatskom leed) prvi put je ušla u opštu upotrebu u nemačkom tokom ranog petnaestog veka, što je u velikoj meri istisnulo raniju reč gesang. Za pesnika i kompozitora Osvalda fon Volkenstajna ponekad se tvrdi da je tvorac ove reči zbog njegovih inovacija u kombinovanju reči i muzike. Kompozitor kasnog četrnaestog veka poznat kao Salcburški monah napisao je šest dvodelnih lida koji su stariji, ali Osvaldove pesme (od kojih oko polovine zapravo pozajmljuju muziku od drugih kompozitora) daleko nadmašuju Salcburškog monaha po broju (oko 120 lida) i kvalitetu.
U Nemačkoj je veliko doba pesme došlo u devetnaestom veku. Nemački i austrijski kompozitori pre toga su pisali muziku za glas sa klavijaturom, ali su procvatom nemačke književnosti u doba klasike i romantizma kompozitori inspiraciju pronašli u poeziji koja je pokrenula žanr poznat kao lid. Počeci ove tradicije vide se u pesmama Hajdna, Mocarta i Betovena, ali upravo je kod Šuberta pronađena nova ravnoteža između reči i muzike, novi izraz smisla reči u i kroz muziku. Šubert je napisao preko 600 pesama, neke od njih u sekvencama ili ciklusima pesama koje pre povezuju avanturu duše, nego tela. Tradiciju su nastavili Šumann, Brams i Volf, a u 20. veku Rihard Štraus, Maler i Ficner. Kompozitori atonalne muzike, kao što je Arnold Šenberg, Alban Berg i Anton Vebern, takođe su komponovali lide.

## Druge nacionalne tradicije
Lid tradicija je usko povezana sa nemačkim jezikom, ali paralele postoje i drugde, posebno u Francuskoj, sa melodijama takvih kompozitora kao što su Berlioz, Fore, Debisi i Pulank, i u Rusiji, posebno sa pesmama Musorgskog i Rahmanjinova. Engleska je isto tako imala procvat pesama, međutim to je bilo uže povezano sa narodnim pesmama, nego sa umetničkim, kako ih predstavlja Ralf Von Vilijams, Bendžamin Britn, Ajvor Garni, i Gerald Finzi.

## Literatura
- Hallmark, Rufus, ур. (1996). German Lieder in the Nineteenth Century. New York: Schirmer Books. ISBN 978-0-02-870845-4.
- Parsons, James (2004). The Cambridge Companion to the Lied. Cambridge Companions to Music. Cambridge: Cambridge University Press. ISBN 978-0-521-80027-3.
- Kirgiss, Crystal (2004). Classical Music. Black Rabbit Books. стр. 6. ISBN 978-1-58340-674-8.
- West, Martin L. (1992). Ancient Greek Music. Clarendon Press. стр. 84. ISBN 978-0-19-814975-0.
- Burgh, Theodore W. (2006). Listening to Artifacts: Music Culture in Ancient Israel/Palestine. T. & T. Clark Ltd. ISBN 978-0-567-02552-4.
- Cavanaugh, Stephen E. (2011). Anglicans and the Roman Catholic Church: Reflections on Recent Developments. Ignatius Press. ISBN 9781586174996.
- Grout, Donald Jay (1973). A History of Western Music. W. W. Norton. ISBN 978-0-393-09416-9.
- Grout, Donald J.; Palisca, Claude V. (1988). A History of Western Music. Norton. ISBN 978-0-393-95627-6.
- Karolyi, Otto (1994). Modern British Music: The Second British Musical Renaissance—From Elgar to P. Maxwell Davies. Rutherford, Madison, Teaneck: Farleigh Dickinson University Press; London and Toronto: Associated University Presses. ISBN 978-0-8386-3532-2.
- Katz, Adele (1946). Challenge to Musical Tradition – A New Concept of Tonality. Alfred A. Knopf/reprinted by Katz Press, 444pp. ISBN 978-1-4067-5761-3.
- Kennedy, Michael (2006). The Oxford Dictionary of Music. 985 pages. ISBN 978-0-19-861459-3.
- Lebrecht, Norman (1996). When the Music Stops: Managers, Maestros and the Corporate Murder of Classical Music. Simon & Schuster. ISBN 978-0-671-01025-6.
- Metzer, David Joel (2009). Musical Modernism at the Turn of the Twenty-first Century. Music in the Twentieth Century 26. Cambridge and New York: Cambridge University Press. ISBN 978-0-521-51779-9.
- Meyer, Leonard B. (1994). Music, the Arts, and Ideas: Patterns and Predictions in Twentieth-Century Culture. second edition. Chicago and London: University of Chicago Press. ISBN 978-0-226-52143-5.
- Schubert, Peter; Neidhöfer, Christoph (2006). Baroque Counterpoint. Upper Saddle River, NJ: Pearson Prentice Hall. ISBN 978-0-13-183442-2.
- Morgan, Robert P. (1984). „Secret Languages: The Roots of Musical Modernism”. Critical Inquiry. 10 (no. 3 (March)): 442—61.
- Swafford, Jan (1992). The Vintage Guide to Classical Music. New York: Vintage Books. ISBN 978-0-679-72805-4.
- Copland, Aaron (1957). What to Listen for in Music.; rev. ed. McGraw-Hill. (paperback).
- Grout, Donald Jay; Palisca, Claude V.. A History of Western Music. 1996. ISBN 978-0-393-96904-7., Fifth edition. W. W. Norton & Company.  (hardcover).
- Hanning, Barbara Russano; Grout, Donald Jay (1998 rev. 2009) Concise History of Western Music. ISBN 978-0-393-92803-7.. W. W. Norton & Company.  (hardcover).
- Johnson, Julian (2002). Who Needs Classical Music?: cultural choice and musical value. Oxford University Press. ISBN 978-0-19-514681-3.
- Kamien, Roger Music: an appreciation. McGraw-Hill. 2008. ISBN 978-0-07-340134-8.; 6th brief ed.
- Lihoreau, Tim; Fry, Stephen Stephen Fry's Incomplete and Utter History of Classical Music. 2004. ISBN 978-0-7522-2534-0.. Boxtree.
- Scholes, Percy Alfred; Arnold, Denis (1988). The New Oxford Companion to Music. Oxford University Press. ISBN 978-0-19-311316-9. (paperback).
- Schick, Kyle (2012). "Improvisation: Performer as Co-composer", Musical Offerings: Vol. 3: No. 1, Article 3. Available at http://digitalcommons.cedarville.edu/musicalofferings/vol3/iss1/3.
- Sorce Keller, Marcello (2011). What Makes Music European. Looking Beyond Sound. Latham, NJ: Scarecrow Press (USA)..
- Taruskin, Richard (2005, rev. Paperback version 2009) Oxford History of Western Music. Oxford University Press. ISBN 978-0-19-516979-9. (USA).  (Hardback).  978-0-19-538630-1. (Paperback)
- Gray, Anne (2007). The World of Women in Classical Music. Wordworld Publications. ISBN 978-1-59975-320-1.